# Sumpf-Dreizack
Der Sumpf-Dreizack (Triglochin palustris) ist ein mehrjährig ausdauernder, sommergrüner Hemikryptophyt aus der Familie der Juncaginaceae (Dreizackgewächse). Der wissenschaftliche Name leitet sich vom Griechischen tria für „drei“ und glochis für „Spitze“ wegen seiner drei Teilfrüchte ab.

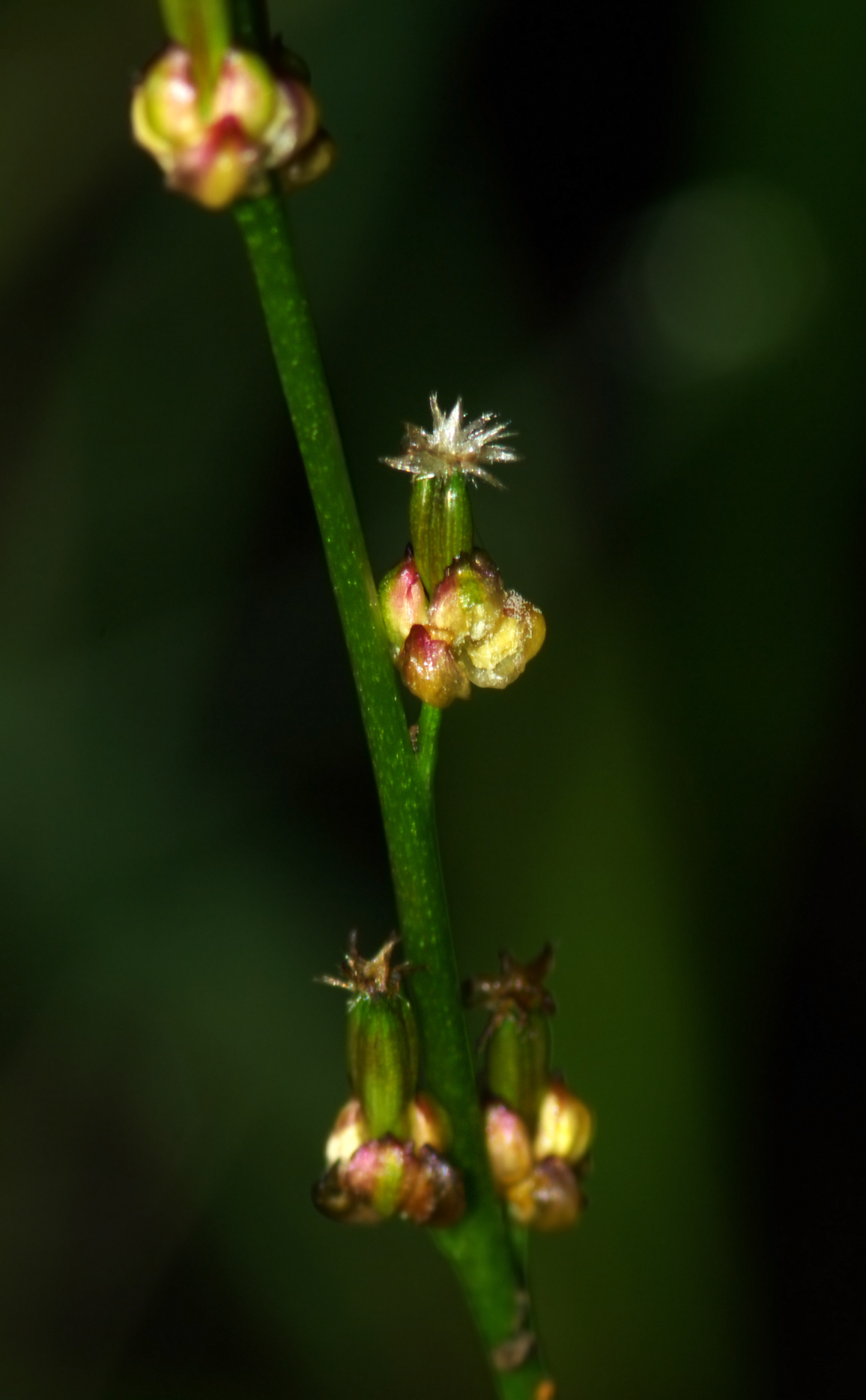
Sumpf-Dreizack (Triglochin palustris), Blüten

Sumpf-Dreizack (Triglochin palustris), unreife Früchte

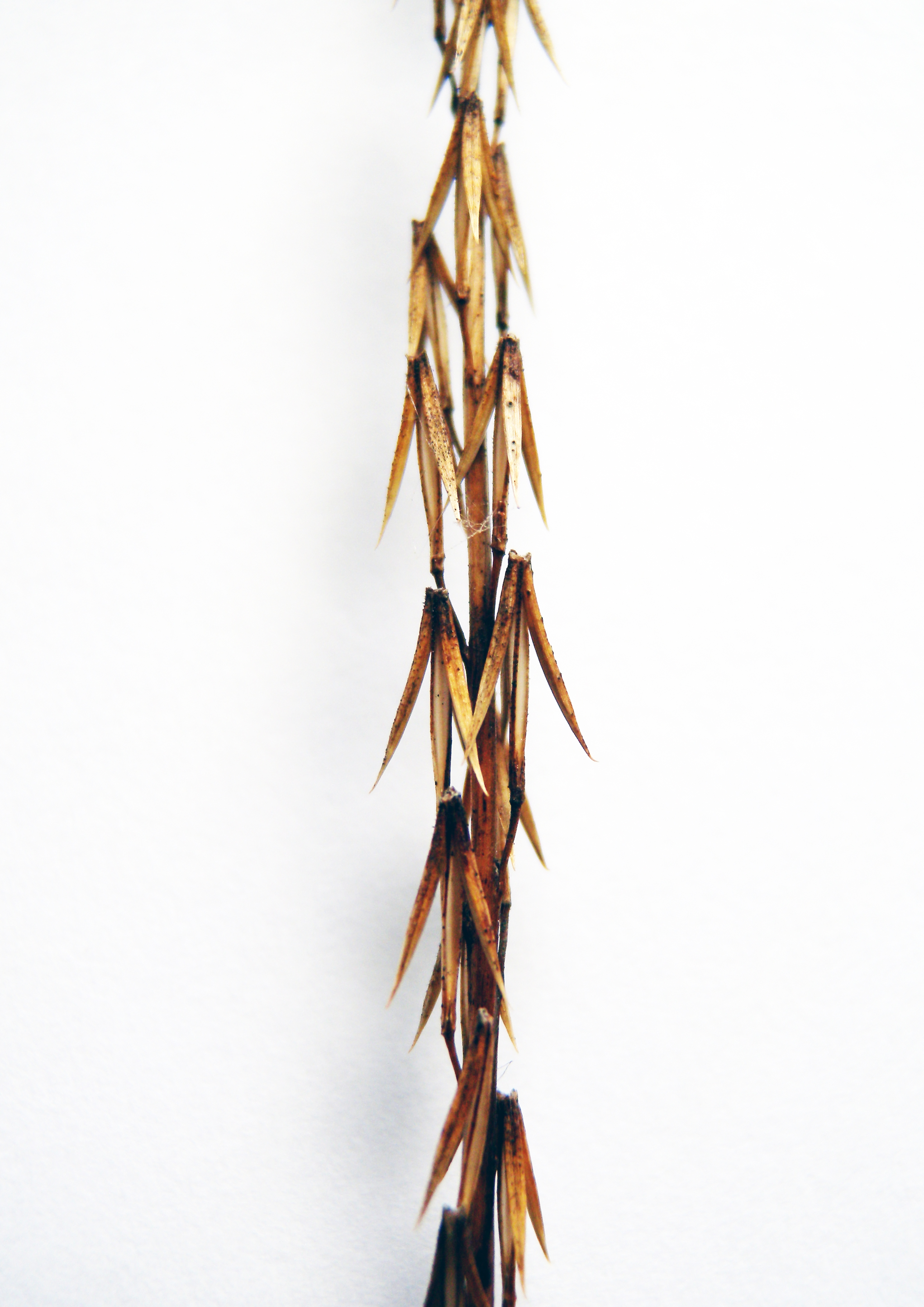
Sumpf-Dreizack (Triglochin palustris), reife Früchte

## Beschreibung
Der Sumpf-Dreizack wird 15 bis 40 cm groß und besitzt einen leicht dreikantigen blattlosen Stängel. Die grasartigen Grundblätter sind schmal linealisch und besitzen eine zweiteilige Ligula. Die meist radiären und zwittrigen Einzelblüten stehen nur locker in einer relativ kurzen Traube. Sie sind sternförmig und meist grünlich gefärbt. Die Perigonblätter sind nicht länger als 4 mm. Die Blüte bildet zudem eine drei-fedrige Narbe und einen oberständigen Fruchtknoten aus. Die ebenfalls drei-teilige, eiförmige Spaltfrucht ist nur ungefähr 8 mm lang und bei Reife von unten spreizend.
Die Chromosomenzahl der Art ist 2n = 24.

## Vorkommen
Der Sumpf-Dreizack blüht von Juni bis August und wächst in Flach- und Regenmooren, auf feuchten, zeitweilig überfluteten, zum Teil trittgestörten Wiesen an Rändern von Gewässern oft in Röhrichtgesellschaften und an Teichen und Torfstichen. Er ist zudem schwach salztolerant. Während er im Binnenland nur relativ selten vorkommt, so ist er an den Küsten recht weit verbreitet. Er steht in Deutschland auf der Roten Liste der Gefäßpflanzen und wird dort als „Gefährdet“ (Klasse 3) eingestuft.
Der Sumpf-Dreizack kommt in den gemäßigten und subarktischen Zonen der ganzen Erde vor.  In Europa kommt er genauso wie in Teilen Asiens und Nordamerikas vor. In Neuseeland und Südamerika wächst er ebenfalls. Dort gehen seine Bestände jedoch stark zurück.
In den Allgäuer Alpen steigt er im Kleinen Walsertal zwischen Kanzelwand und Kuhgerenalpe bis zu 1900 m Meereshöhe auf.

## Ökologie
Der Sumpf-Dreizack besitzt häufig vorweibliche Blüten, die durch den Wind bestäubt werden. Die Ausbreitung der Spaltfrüchte erfolgt meist durch das Wasser.